# Терехова, Татьяна Андреевна
Татьяна Андреевна Терехова (укр. Тетяна Андріївна Терехова; род. 25 января 1992, Днепропетровск) — украинская теле и радиоведущая, журналист, автор документальных фильмов.

## Детство и образование
Родилась 25 января 1992 года в городе Днепропетровск, Украина. В 1994 году вместе с семьёй переехала в Киев, училась в подготовительном классе British International School, а среднее образование получила в общеобразовательной школе № 128 (Еврейский лицей).
С 1998 года 9 лет профессионально занималась бальными и латиноамериканскими танцами. Татьяна со своим партнёром Дмитрием Шумигаем стали многократными чемпионами Украины, чемпионами открытых международных соревнований в Испании, Германии, Словении и Польше. Более 7 лет занималась игрой на фортепиано, вокалом и живописью.
В 2007 году параллельно поступила в 2 вуза: Киевский национальный университет имени Тараса Шевченко, Институт международных отношений (специальность «Международный бизнес») и Киевский национальный экономический университет (специальность «Учет и аудит», заочная форма обучения), где в 2013 получила степени магистра. В 2012 году прошла магистерскую программу по специальности «Специализированная журналистика» в USC Annenberg School for Communication and Journalism (США). В 2013 году получила диплом специалиста по специальности «Международное право» и на сегодня является аспирантом кафедры «Международное публичное право» в Институте международных отношений Киевского национального университета им. Тараса Шевченко.
В 2011 году прошла специализированный курс по пиару и маркетингу в маркетинговой школе Be First (Киев).
В 2012 году прошла курс по актёрскому мастерству в Нью-Йоркской киноакадемии (Лос-Анджелес, студия Universal). В этом же году получила сертификат о прохождении курса «Бизнес в индустрии моды» в Институте Марангони (Париж).
Владеет английским языком на профессиональным уровне, также знает испанский и французский.

## Карьера
С детства мечтала стать актрисой и певицей, в 2007 году (к окончанию школы) представила песню песню «Выпускной», написанную в соавторстве с певицей и композитором Викторией Васалатий. На песню был снят клип режиссёром Александром Игудиным в Санкт-Петербурге. Песня стала популярной не только на Украине, но и в России (клип был в чартах Муз-ТВ, а песня звучала на различных радиостанциях, в том числе на «Русском Радио»).
В том же Татьяна стала радиоведущей на Love Radio на Украине. Первое время там выходила авторская программа Татьяны о моде «Факт Fashion». В ноябре 2007 руководство радиостанции предложило Тереховой провести свой первый прямой эфир. Эфир прошёл успешно и вскоре Татьяна начала работать ведущей линейных эфиров и различных развлекательных музыкальных программ, программы по заявкам «Кадриль» и новостей. В 2009 году перешла работать на L’Radio, где вела программу-интервью со звёздами шоу-бизнеса и еженедельную программу о жизни звёзд «L Format». С 2010 года работала на «Радио Дача» в линейных эфирах.
В 2010 году Татьяна Терехова начала работу на Радио «Эра» ведущей программ «Прогнозы недели», «Полилог», «Обеденный перерыв» и других информационно-аналитических эфиров.
С 2009 года начала работу на телевидении как специальный корреспондент, позже — ведущая аналитической экономической программы «Кредит довіри» и национальных мероприятий. С 2010 года стала ведущей утренних новостей и вечерней информационно-аналитической программы «Підсумки». В арсенале Татьяны работа ведущей турнира бальных и латино-американских танцев международного уровня по версии Всемирного Совета Танца, международного православного кинофестиваля «Покров» (в 2012 году — с Федором Бондарчуком, в 2013 — с Андреем Малаховым), музыкального телевизионного марафона, а также различных концертов и новогодних шоу.
В 2011 играла роль Снегурочки в новогоднем мюзикле «Новогодняя Ночь» для UA: Перший и ТРК «Эра».
В том же году Татьяна начинает сотрудничество с телеканалом UA: Перший и сразу получает предложение вести эфиры международного значения. Так, с 2011 по 2017 год Татьяна Терехова была комментатором музыкального конкурса «Евровидение», работала в паре с ведущими Тимуром Мирошниченко в 2011—2016 годах и Андреем Городиским в 2017 году. Также вела проект «Дневники Евровидения». С 2014 года является национальным комментатором церемоний открытия и закрытия Олимпийских игр. На счету Татьяны серии прямых эфиров о зимних Олимпийских играх (Сочи, 2014), летних Олимпийских играх (Рио, 2016) и Европейских играх (Баку, 2015).
В августе 2016 стала ведущей проекта «Студія. Ріо 2016» на UA: Перший совместно со спортивным журналистом Славой Вардой.
С сентября по декабрь 2016 года — ведущая утренней информационно-аналитической программы (совместного проекта телеканала NewsOne и ТРК «Эра»). Работала в паре с журналистом и ведущим Матвеем Ганапольским.
Параллельно с карьерой на радио и телевидении Татьяна развивается как автор документального кино. В 2013 выпустила англоязычные документальные фильмы о выборах президента в США и прокурора округа Лос-Анджелес (США), а также о жизни украинской певицы Мики Ньютон в США. В 2017 году готовится представить полнометражную ленту о независимости Украины.
В 2017 году Татьяна Терехова на «Евровидении» стала ведущей Церемонии открытия, модератором пресс-конференций участников, комментатором двух полуфиналов и финала конкурса на канале UA: Перший.
Также ко Дню Независимости совместно с телеканалом NewsOne TV Татьяна подготовила спецпроект «Гаранты Независимости» — серию интервью с украинскими президентами Кравчуком и Ющенко о главных событиях в истории независимой Украины.
В ноябре 2017 года стала соведущей утреннего информационно-развлекательного шоу «Доброго ранку, Країно!» вместе с Владом Волошиным и Антоном Довлатовым на телеканале UA:Перший.
В феврале 2018 года Татьяна стала официальным комментатором церемоний открытия и закрытия Зимних Олимпийских игр в Пхёнчхане.
В апреле стала ведущей премии «Самая успешная женщина года» в рамках «Бала цветов от Николая Тищенко».
Также Татьяна приняла участие в благотворительном марафоне Nova Poshta Kyiv Half Marathon, с целью собрать с БФ «Таблеточки» деньги для онкобольных детей-пациентов НДСБ «Охматдет».
В мае состоялась премьера совместного проекта интернет-издания 23-59.com.ua и Национального художественного музея Украины «Когда картины заговорят» – это первый аудиогид знаковыми работами украинских художников, для которого Татьяна записала аудиосопровождение к одной из работ.
Также в мае она стала ведущей The UEFA Champions League Final Celebration party 2018 вместе с Тимуром Мирошниченко.
Осенью 2018 года Татьяна Терехова стала ведущей 56th Convention of World Boxing Council in Kyiv вместе с Владимиром Остапчуком. А в октябре Татьяна участвовала в проекте «Светские чтения», где читала отрывок из книги Алёны Долецкой «Не жизнь, а сказка».

## Награды
Занесена в Книгу рекордов Гиннеса 2012 года, как ведущая самого длинного в мире музыкального телемарафона национальной песни. Марафон длился 6 суток (110 часов) и транслировался на UA: Перший и ТРК «Эра».
В 2011 году получила награду от Государственного комитета телевидения и радиовещания Украины «За содействие в развитии свободной и демократичной национальной информационной среды».

## Специальные проекты
В 2013 году основала всеукраинскую студенческую платформу Studway, которая на сегодняшний день включает в себя онлайн-издание об образовании и студенческой жизни, еженедельную программу «Студвей» на Радио «Эра», а также ежегодную премию для талантливой молодёжи Studway Awards.
Цель проекта — помогать молодёжи жить ярче и комфортнее, находить мотивацию, планировать профессиональное развитие и отправляться в путешествия.
Также специально для Studway Татьяна Терехова провела серию интервью «Топ-менеджмент образования» с ключевыми персонами украинской системы образования — Инной Совсун, Олегом Деревянко, Виктором Огневьюком, Михаилом Згуровским, Екатериной Амосовой, Игорем Ликарчуком, Андреем Мелешевичем, Валерием Копийкой.
В мае 2017 года стала участницей «Аллеи мечты» — развлекательно-просветительского проекта при поддержке МОМ, USAID ко Дню защиты детей, целью которого было обратить внимание к необходимости социальной защиты детей.
В сентябре того же года стала спикером «Всеукраинского школьного урока волонтерства» от Ukrainian Volunteer Service при поддержке Министерства образования и науки Украины.

## Политическая карьера
В сентябре 2011 года стала членом Европейской Партии Украины. С 2016 года — член совета партии.
В мае 2014 баллотировалась на местных выборах в Киевсовет в списках ЕПУ.

## Личная жизнь
Супруг — Иван Литвин, сын известного украинского политика Владимира Литвина. У пары есть дочь Полина и сын Владимир.